# 37e brigade d'infanterie (Empire allemand)
Pour les articles homonymes, voir 37e brigade.
La 37e brigade d'infanterie est une grande unité de l'armée prussienne.

## Histoire
La 37e brigade d'infanterie est créée à Oldenbourg le 11 octobre 1866 et y reste jusqu'à la fin de la Première Guerre mondiale. Elle fait partie de la 19e division d'infanterie, qui est affectée au 10e corps d'armée, également basé à Hanovre.

### Composition
- 1867

16e régiment d'infanterie, 78e régiment d'infanterie et les bataillons de Landwehr à Aurich, Lingen et Nienburg
- 1868 à 1889

78e régiment d'infanterie, 91e régiment d'infanterie (de), 78e régiment de Landwehr, 91e régiment de Landwehr
- 1889 à 1914

Comme auparavant, sans les régiments de Landwehr
- Composition de guerre lors de la mobilisation en août 1914

Comme auparavant
- Composition de guerre le 8 mars 1918

Comme auparavant. En plus 74e régiment d'infanterie (de), 17e régiment de hussards et 30e détachement de tireurs d'élite de mitrailleuses

### Guerre franco-prussienne
Lors de la guerre franco-prussienne, la brigade participe aux batailles de Saint-Privat, de Bellevue, d'Orléans, à la bataille de Mars-la-Tour et au siège de Metz.

### Première Guerre mondiale
Avec la mobilisation d'août 1914, la brigade doit créer le 37e bataillon de remplacement de brigade et est incorporée à la 19e division d'infanterie déployée exclusivement sur le front occidental.

### Commandants de la brigade
| Nom                                          | Date                                             |
| -------------------------------------------- | ------------------------------------------------ |
| Gustav von Fabeck                            | 30 octobre 1866 au 17 juillet 1870               |
| Peter von Lehmann (de)                       | 18 juillet 1870 au 19 janvier 1871               |
| Emil von Hacke                               | 20 janvier 1871 au 19 juin 1871                  |
| Gebhard von Colomb                           | 20 juin 1871 au 22 décembre 1872                 |
| Friedrich von Beckedorff                     | 23 décembre 1872 au 5 juillet 1876               |
| Wolfgang von Hagen (de)                      | 6 juillet 1876 au 2 août 1876                    |
| Alwin von Loos (de)                          | 3 août 1876 au 17 octobre 1881                   |
| Julius von Schmidt (de)                      | 18 octobre 1881 au 10 février 1886               |
| Arthur von Leipziger (de)                    | 11 février 1886 au 7 mars 1887                   |
| Ludwig am Ende (de)                          | 8 mars 1887 au 21 mars 1887                      |
| Conrad von Bartenwerffer                     | 22 mars 1887 au 31 mars 1890                     |
| Albrecht von Roon                            | 1er avril 1890 au 16 juin 1893                   |
| Walther von Beczwarzowski                    | 17 juin 1893 au 18 mars 1896                     |
| Karl von Vietinghoff gen. Scheel             | 19 mars 1896 au 19 juillet 1897                  |
| Adolf von Fetter (de)                        | 20 juillet 1897 au 17 avril 1901                 |
| Kurt von Sperling (de)                       | 18 avril 1901 au 30 avril 1904                   |
| Georg von Haslingen (de)                     | 1er mai 1904 au 14 septembre 1905                |
| Siegfried von Ende                           | 15 septembre 1905 au 16 décembre 1905            |
| Oskar von Maltzan von Wartenberg und Penzlin | 17 décembre 1905 au 16 décembre 1908             |
| Conrad von Bärenfels-Warnow                  | 17 décembre 1908 au 24 juillet 1911              |
| Arnold von Bauer                             | 25 juillet 1911 au 22 mars 1914                  |
| Hans von Scheliha                            | 23 mars 1914 au 29 octobre 1914                  |
| Richard Wellmann                             | 30 octobre 1914 au 26 février 1915               |
| Dietrich von Roeder                          | 27 février 1915 au 7 février 1918                |
| Ernst von Radowitz (de)                      | 8 février 1915 au 4 juillet 1918                 |
| Max von Stockhausen (de)                     | 5 juillet 1918 au 3 octobre 1918                 |
| Alexander Siegener                           | 4 octobre 1918 jusqu'à la fin de la guerre       |
| Julius Ritter und Edler von Dawans           | 10 janvier 1919 au 31 mars 1919 (démobilisation) |